# مسجد يني (كوموتيني)
مسجد يني (باليونانية: Γενί Τζαμί)‏، (بالتركية: Yeni Camii)‏، "المسجد الجديد"): هو مسجد عثماني في مدينة كوموتيني اليونانية، يعود تاريخه إلى 1585. وهو المبنى الوحيد الباقي في اليونان الذي يتميز بقراميد إزنيق من ثمانينيات القرن السادس عشر، ذروة فن الخزافين الإزنيقيين. يقع المسجد في وسط مدينة كوموتيني، بجوار إفتاء ولاية رودوبي. بجوار المسجد يوجد برج الساعة في كوموتيني، وتوجد الحمامات التركية العثمانية في المناطق المجاورة. ومن المفارقات أن المسجد الجديد تم بناؤه قبل مسجد إسكي (كوموتيني) في 1608.